# Samuel Barber
Samuel Barber (West Chester, Pennsilvània, 9 de març de 1910 - Nova York, 23 de gener de 1981) va ser un compositor, pianista, director d’orquestra, baríton i pedagog musical nord-americà, i un dels compositors més celebrats de mitjan segle XX.
Influït principalment pels nou anys d’estudis de composició amb Rosario Scalero al Curtis Institute, i més de vint-i-cinc anys d’estudi amb el seu oncle, el compositor Sidney Homer, la música de Barber sovint rebutjava les tendències experimentals del modernisme musical en favor d’un llenguatge harmònic tradicional del segle XIX i una estructura formal que abraçava el lirisme i l’expressió emocional. Tot i això, a partir de 1940 va adoptar alguns elements del modernisme en certes composicions, com un ús més intens de la dissonància i el cromatisme al Concert per a violoncel (1945) i a Medea's Dance of Vengeance (1955); així com l’ambigüitat tonal i un ús restringit del serialisme a la seva Sonata per a piano (1949), Prayers of Kierkegaard (1954) i Nocturne (1959).
Barber dominava tant la música instrumental com la vocal. Les seves obres van tenir èxit a escala internacional i moltes van ser adoptades ràpidament pel cànon de la interpretació clàssica. En particular, el seu Adagio for Strings (1936) ha esdevingut una peça permanent del repertori orquestral, així com l’adaptació d’aquesta obra per a cor, l’Agnus Dei (1967). Va rebre dues vegades el Premi Pulitzer de Música: per l’òpera Vanessa (1956–1957) i pel Concert per a piano i orquestra (1962). També és àmpliament interpretada la seva obra Knoxville: Summer of 1915 (1947), una obra per a soprano i orquestra basada en un text en prosa de James Agee.
En el moment de la seva mort, gairebé totes les seves composicions havien estat enregistrades. Moltes d’elles van ser comandades o estrenades per grups i artistes destacats com l’Orquestra Simfònica de Boston, l’Orquestra de Filadèlfia, la Filharmònica de Nova York, el Metropolitan Opera, Vladimir Horowitz, Eleanor Steber, Raya Garbousova, John Browning, Leontyne Price, Pierre Bernac, Francis Poulenc i Dietrich Fischer-Dieskau.
Tot i que Barber va compondre una producció significativa de música purament instrumental, dues terceres parts de la seva obra consisteixen en cançons artístiques per a veu i piano, música coral i cançons per a veu i orquestra. Algunes de les seves cançons més interpretades inclouen tant la versió per a veu solista com la coral de Sure on this shining night (versió solista de 1938 i versió coral de 1961), amb text d’Agee, i el cicle de cançons Hermit Songs (1953), amb textos anònims de monjos irlandesos dels segles VIII al XIII. Aquesta predilecció pel material vocal té l’origen en la seva breu carrera com a baríton professional durant la vintena, que va inspirar-li un amor de per vida per la música vocal.
L’any 1935, Barber va enregistrar per a la NBC la seva pròpia versió de Dover Beach, de Matthew Arnold, interpretant ell mateix la part vocal amb acompanyament de quartet de corda, i entre 1935 i 1936 també aparegué setmanalment a la ràdio NBC interpretant lieder alemanys i cançons artístiques. A més, ocasionalment dirigí interpretacions i enregistraments de les seves obres amb orquestres simfòniques durant els anys cinquanta, i ensenyà composició al Curtis Institute del 1939 al 1942.
Barber mantingué una relació amb el compositor Gian Carlo Menotti durant més de quaranta anys. Vivien a Capricorn, una casa al nord de Nova York, on sovint organitzaven trobades amb figures destacades del món acadèmic i musical. Menotti va ser el llibretista de dues de les tres òperes de Barber. Quan la relació es va acabar el 1970, van continuar sent amics íntims fins a la mort de Barber per càncer el 1981.

## Biografia
Començà a compondre als 7 anys. Va estudiar al Curtis Institute of Music de Filadèlfia abans d'obtenir una beca per a estudiar a l'American Academy in Rome el 1935. L'any següent va escriure el Quartet de corda en si menor, el segon moviment del qual va arranjar, per suggeriment d'Arturo Toscanini, per a orquestra de corda com l'Adagio per a cordes, i també per a cor mixt com l'Agnus Dei.
El seu estil va evitar l'experimentalisme d'alguns compositors nord-americans de la seua generació, estimant-se més les harmonies i les formes relativament tradicionals fins a la fi de la seua vida. La major part de la seua obra és eminentment melòdica i sovint la seua música ha estat descrita com a neoromàntica, encara que algunes de les darreres obres, principalment el Tercer Assaig Orquestral i la Dansa de la venjança de Medea, mostren un elaborat ús de la percussió, un major avantguardisme i efectes neo-stravinskians.
Les seues cançons, amb acompanyament de piano o orquestra, estan entre les més populars del repertori americà del segle xx. Inclouen una sèrie sobre textos de Matthew Arnold - Dover Beach - escrites originalment per a quartet de corda i baríton, les Hermit Songs sobre textos anònims irlandesos del segle viii al segle xiii, i Knoxville: Summer of 1915, escrites per a la soprano Eleanor Steber i basades en un text autobiogràfic de James Agee: la introducció de la seua novel·la A Death in the Family. Barber posseïa una bona veu de baríton i va ser considerat un cantant professional. Va deixar algunes gravacions com a cantant, incloent-hi la seua pròpia Dover Beach.
La seua Sonata per a piano, Op. 26 (1949), una comanda de Richard Rodgers i Irving Berlin, va ser estrenada per Vladimir Horowitz. Va ser la primera obra per a piano d'un compositor nord-americà que va ser estrenada per un pianista de renom.
Barber també va compondre diverses òperes. Vanessa, composta sobre un llibret de Gian Carlo Menotti (el seu company, tant professionalment com sentimentalment), va ser estrenada al Metropolitan Opera de Nova York. Va ser un èxit de crítica i de públic, i Barber va guanyar el Premi Pulitzer amb ella. Tanmateix, en l'estrena europea l'acollida va ser freda, i actualment no s'hi representa gaire, encara que als Estats Units continua sent popular.
Samuel Barber va produir tres concerts per a instrument solista i orquestra: el Concert per a violí, un per a violoncel i un per a piano. El Concert per a piano va ser compost per al pianista John Browning, qui el va estrenar el 24 de setembre de 1962, amb Erich Leinsdorf al front de la Boston Symphony Orchestra al Lincoln Center de Nova York. Barber també va compondre una obra virtuosística per a orgue i orquestra, la Toccata Festiva, per al cèlebre organista E. Power Biggs a les primeries dels anys 1960. La New York Philharmonic va encarregar-li un concert per a oboè, però Barber només va poder completar el lent moviment central, Canzonetta, abans de la seua mort.
Entre les seues obres purament orquestrals hi ha dues simfonies (la Primera Simfonia, de 1936 i la Segona Simfonia de 1944), l'obertura The School for Scandal (1932), tres assajos per a orquestra (1938, 1942 i 1978) i la darrera Fadograph on a Yestern Scene (1973). També va compondre algunes grans obres per a cor, incloent-hi Prayers of Kierkegaard (1954), basada en els escrits del filòsof existencialista danès Søren Kierkegaard i The Lovers (1971). A més de la sonata, entre les seues obres per a piano destaquen Excursions Op. 20, Three Sketches, Souvenirs, i altres obres.
Mai no va ser un compositor prolífic, i no va compondre massa després del fracàs de la seua òpera Antony and Cleopatra, escrita sobre un llibret del director de cine i d'escena Franco Zeffirelli i com a comanda per a l'obertura del nou Metropolitan Opera House al Lincoln Center for the Performing Arts el 1966. L'òpera va ser millor acollida el 1975, quan va ser representada en una íntima posada en escena a la Juilliard School, amb la col·laboració i direcció escènica de Gian Carlo Menotti.
Va morir a Nova York l'any 1981.